# SS-Reihe C53
Die Dampflokomotiven der Staats Spoorwegen (SS) der Baureihe C53 wurden zwischen 1917 und 1922 bei Werkspoor in den Niederlanden gebaut und waren für den Einsatz vor Personenschnellzügen auf Java bestimmt.

## Geschichte
Da zur Zeit der niederländischen Kolonialverwaltung ein Eisenbahnbetrieb bei Nacht als zu unsicher erachtet wurde, weil die Gefahren des Dschungels den vorsichtigen Niederländern bei Dunkelheit zu groß erschienen, entstanden diese Lokomotiven die mit zu den schnellsten Schmalspur-Dampflokomotiven der Welt gehörten. Die Entfernung zwischen Jakarta und Surabaya betrug rund 820 km und um die Fahrt vor Sonnenuntergang beenden zu können, waren leistungsstarke Lokomotiven notwendig. Vor der Einführung dieser Baureihe mussten die Züge die Fahrt für die Nacht unterbrechen, bevor es am nächsten Tag nach Sonnenaufgang weiter ging. Die neuen Maschinen ermöglichten die Verkürzung der Fahrtzeit von 29 Stunden auf 12 Stunden und 20 Minuten. Die Durchschnittsgeschwindigkeit zwischen zwei Stationen betrug nun 75,8 km/h und als Höchstgeschwindigkeit erreichten die Züge sogar bis zu 120 km/h.
Insgesamt entstanden 20 Exemplare dieser leistungsstarken Vierzylinder-Verbund-Lokomotiven, die anfangs die Nummern 1001 bis 1020 hatten und ab 1918 zum Einsatz kamen. Während der japanischen Besatzung zwischen 1942 und 1945 erhielten sie die Baureihenbezeichnung C53 mit den Nummer C53 01 bis 20.
In den 1970er Jahren wurden die letzten drei C 53 nur noch vor Nahverkehrszügen im Osten Javas eingesetzt, bevor sie endgültig außer Dienst gestellt wurden. Die Lokomotive C53 17 ist erhalten geblieben und steht heute im Verkehrsmuseum im Themenpark Taman Mini Indonesia Indah.